# Convocações do Campeonato Sul-Americano de Futebol Sub-20 de 2017
O Campeonato Sul-Americano de Futebol Sub-20 de 2017 que está sendo realizado no Equador com participação das dez seleções da américa do sul foram obrigados a convocar uma lista com 23 jogadores sendo obrigatório a convocação de 3 goleiros.

## Grupo A

### Brasil
Treinador:  Rogério Micale
| No. | Pos. | Jogador         | Idade                             | Jogos | Gols | Clube               |
| --- | ---- | --------------- | --------------------------------- | ----- | ---- | ------------------- |
| 1   | GR   | Lucas Perri     | 10 de dezembro de 1997 (19 anos)  |       |      | São Paulo           |
| 2   | D    | Dodô            | 18 de novembro de 1998 (18 anos)  |       |      | Coritiba            |
| 3   | D    | Lucas Cunha     | 23 de janeiro de 1997 (19 anos)   |       |      | Braga B             |
| 4   | D    | Lyanco          | 1 de fevereiro de 1997 (19 anos)  |       |      | São Paulo           |
| 5   | M    | Allan           | 3 de março de 1997 (19 anos)      |       |      | Hertha              |
| 6   | D    | Guilherme Arana | 14 de abril de 1997 (19 anos)     |       |      | Corinthians         |
| 7   | M    | Caio Henrique   | 31 de julho de 1997 (19 anos)     |       |      | Atlético de Madrid  |
| 8   | M    | Douglas Luiz    | 9 de maio de 1998 (18 anos)       |       |      | Vasco da Gama       |
| 9   | A    | Felipe Vizeu    | 12 de março de 1997 (19 anos)     |       |      | Flamengo            |
| 10  | M    | Lucas Paquetá   | 27 de agosto de 1997 (19 anos)    |       |      | Flamengo            |
| 11  | A    | David Neres     | 3 de março de 1997 (19 anos)      |       |      | São Paulo           |
| 12  | GR   | Cleiton         | 19 de agosto de 1997 (19 anos)    |       |      | Atlético Mineiro    |
| 13  | D    | Robson Bambu    | 12 de novembro de 1997 (19 anos)  |       |      | Santos              |
| 14  | D    | Gabriel         | 19 de dezembro de 1997 (19 anos)  |       |      | Avaí                |
| 15  | D    | Léo Santos      | 9 de dezembro de 1998 (18 anos)   |       |      | Corinthians         |
| 16  | D    | Rogério         | 13 de janeiro de 1998 (19 anos)   |       |      | Juventus            |
| 17  | M    | Maycon          | 15 de julho de 1997 (19 anos)     |       |      | Corinthians         |
| 18  | A    | Richarlison     | 10 de maio de 1997 (19 anos)      |       |      | Fluminense          |
| 19  | A    | Léo Jabá        | 28 de julho de 1997 (19 anos)     |       |      | Corinthians         |
| 20  | A    | Matheus Sávio   | 15 de abril de 1997 (19 anos)     |       |      | Flamengo            |
| 21  | A    | Giovanny        | 19 de setembro de 1997 (19 anos)  |       |      | Atlético Paranaense |
| 22  | A    | Artur           | 15 de fevereiro de 1998 (18 anos) |       |      | Palmeiras           |
| 23  | GR   | Caíque          | 31 de julho de 1997 (19 anos)     |       |      | Vitória             |

### Chile
Treinador:  Héctor Robles
| No. | Pos. | Jogador               | Idade                             | Jogos | Gols | Clube                     |
| --- | ---- | --------------------- | --------------------------------- | ----- | ---- | ------------------------- |
| 1   | GR   | Gonzalo Collao        | 9 de setembro de 1997 (19 anos)   |       |      | Universidad de Chile      |
| 2   | D    | Raimundo Rebolledo    | 14 de maio de 1997 (19 anos)      |       |      | Universidad Católica      |
| 3   | D    | Nicolás Ramírez       | 1 de maio de 1997 (19 anos)       |       |      | Universidad de Chile      |
| 4   | D    | Cristian Gutiérrez    | 18 de fevereiro de 1997 (19 anos) |       |      | Colo-Colo                 |
| 5   | D    | Diego González        | 29 de abril de 1998 (18 anos)     |       |      | O'Higgins                 |
| 6   | M    | Yerko Leiva           | 14 de junho de 1998 (18 anos)     |       |      | Universidad de Chile      |
| 7   | A    | Víctor Dávila         | 20 de setembro de 1997 (19 anos)  |       |      | Huachipato                |
| 8   | M    | Gabriel Suazo         | 9 de agosto de 1997 (19 anos)     |       |      | Colo-Colo                 |
| 9   | A    | Richard Paredes       | 24 de junho de 1996 (20 anos)     |       |      | Palestino                 |
| 10  | A    | Jeisson Vargas        | 15 de setembro de 1997 (19 anos)  |       |      | Estudiantes de la Plata   |
| 11  | M    | Jaime Carreño         | 3 de março de 1997 (19 anos)      |       |      | Universidad Católica      |
| 12  | GR   | Brayan Manosalva      | 14 de janeiro de 1997 (20 anos)   |       |      | Huachipato                |
| 13  | D    | Francisco Sierralta   | 6 de maio de 1997 (19 anos)       |       |      | Palestino                 |
| 14  | M    | Ángelo Araos          | 6 de janeiro de 1997 (20 anos)    |       |      | Antofagasta               |
| 15  | A    | Ignacio Jara          | 11 de fevereiro de 1997 (19 anos) |       |      | Cobreloa                  |
| 16  | A    | Felipe Fritz          | 23 de setembro de 1997 (19 anos)  |       |      | Universidad de Concepcion |
| 17  | M    | Kevin Vásquez         | 27 de junho de 1997 (19 anos)     |       |      | Santiago Wanderers        |
| 18  | D    | Nozomi Seijiro Kimura | 23 de janeiro de 1997 (19 anos)   |       |      | Santiago Morning          |
| 19  | A    | Iván Morales          | 29 de julho de 1999 (17 anos)     |       |      | Colo-Colo                 |
| 20  | M    | Adrián Cuadra         | 23 de outubro de 1997 (19 anos)   |       |      | Santiago Wanderers        |
| 21  | M    | Carlos Lobos          | 21 de fevereiro de 1997 (19 anos) |       |      | Universidad Católica      |
| 22  | A    | José Luis Sierra      | 24 de junho de 1997 (19 anos)     |       |      | Unión Española            |
| 23  | GR   | Zacarías López        | 30 de junho de 1998 (18 anos)     |       |      | San Marcos de Arica       |

### Colômbia
Treinador:  Carlos Restrepo
| No. | Pos. | Jogador               | Idade                            | Jogos | Gols | Clube                  |
| --- | ---- | --------------------- | -------------------------------- | ----- | ---- | ---------------------- |
| 1   | GR   | Luis García           | 20 de março de 1998 (18 anos)    |       |      | Rayo Vallecano         |
| 2   | D    | Carlos Cuesta         | 9 de março de 1999 (17 anos)     |       |      | Atlético Nacional      |
| 3   | D    | Jorge Segura          | 18 de janeiro de 1997 (19 anos)  |       |      | Envigado               |
| 4   | D    | Joan Castro           | 13 de janeiro de 1997 (20 anos)  |       |      | Llaneros               |
| 5   | D    | Anderson Arroyo       | 27 de setembro de 1999 (17 anos) |       |      | Fortaleza              |
| 6   | M    | Daniel Rojano         | 25 de abril de 1997 (19 anos)    |       |      | Once Caldas            |
| 7   | A    | Julián Quiñones       | 24 de março de 1997 (19 anos)    |       |      | Tigres UANL            |
| 8   | M    | Kevin Balanta         | 28 de abril de 1997 (19 anos)    |       |      | Deportivo Cali         |
| 9   | A    | Damir Ceter           | 2 de novembro de 1997 (19 anos)  |       |      | Santa Fe               |
| 10  | M    | Juan Camilo Hernández | 22 de abril de 1999 (17 anos)    |       |      | América de Cali        |
| 11  | A    | Michael Gómez         | 4 de abril de 1997 (19 anos)     |       |      | Envigado               |
| 12  | GR   | Manuel Arias          | 12 de dezembro de 1997 (19 anos) |       |      | Cortuluá               |
| 13  | M    | Ever Valencia         | 23 de janeiro de 1997 (19 anos)  |       |      | Independiente Medellín |
| 14  | D    | Jhon Lucumí           | 26 de junho de 1998 (18 anos)    |       |      | Deportivo Cali         |
| 15  | D    | Leyser Chaverra       | 1 de abril de 1997 (19 anos)     |       |      | Universitario Popayán  |
| 16  | M    | Christian Mina        | 14 de abril de 1997 (19 anos)    |       |      | Deportes Quindío       |
| 17  | M    | Luis Fernando Díaz    | 13 de janeiro de 1997 (20 anos)  |       |      | Barranquilla           |
| 18  | M    | Jhon Harold Balanta   | 16 de março de 1998 (18 anos)    |       |      | Universitario Popayán  |
| 19  | A    | Jorge Obregón         | 29 de março de 1997 (19 anos)    |       |      | Santa Fe               |
| 20  | M    | Eduard Ateusta        | 18 de junho de 1997 (19 anos)    |       |      | Independiente Medellín |
| 21  | M    | Juan Pablo Ramírez    | 26 de novembro de 1997 (19 anos) |       |      | Atlético Nacional      |
| 22  | D    | Gabriel Fuentes       | 9 de fevereiro de 1997 (19 anos) |       |      | Barranquilla           |
| 23  | GR   | Jaime Mora            | 12 de junho de 1997 (19 anos)    |       |      | Real Santander         |

### Equador
Treinador:  José Javier Rodríguez
| No. | Pos. | Jogador               | Idade                            | Jogos | Gols | Clube                   |
| --- | ---- | --------------------- | -------------------------------- | ----- | ---- | ----------------------- |
| 1   | GR   | José Gabriel Cevallos | 19 de março de 1998 (18 anos)    |       |      | LDU Quito               |
| 2   | D    | Jhonner Montezuma     | 11 de janeiro de 1998 (19 anos)  |       |      | Barcelona               |
| 3   | D    | Joel Quintero         | 25 de setembro de 1998 (18 anos) |       |      | Emelec                  |
| 4   | D    | Kevin Minda           | 21 de novembro de 1998 (18 anos) |       |      | LDU Quito               |
| 5   | M    | Juan Nazareno         | 18 de agosto de 1998 (18 anos)   |       |      | Independiente del Valle |
| 6   | D    | Pervis Estupiñán      | 21 de janeiro de 1998 (18 anos)  |       |      | Granada B               |
| 7   | A    | Washington Corozo     | 9 de julho de 1998 (18 anos)     |       |      | Independiente del Valle |
| 8   | M    | Wilter Ayoví          | 17 de abril de 1997 (19 anos)    |       |      | Independiente del Valle |
| 9   | A    | Herlin Lino           | 6 de fevereiro de 1997 (19 anos) |       |      | Barcelona               |
| 10  | M    | Bryan Cabezas         | 20 de março de 1997 (19 anos)    |       |      | Atalanta                |
| 12  | GR   | Giancarlos Terreros   | 14 de maio de 1998 (18 anos)     |       |      | Barcelona               |
| 14  | M    | Renny Jaramillo       | 12 de junho de 1998 (18 anos)    |       |      | Independiente del Valle |
| 15  | M    | Jordan Sierra         | 23 de abril de 1997 (19 anos)    |       |      | Delfín                  |
| 16  | M    | Adolfo Muñoz          | 12 de dezembro de 1997 (19 anos) |       |      | El Nacional             |
| 17  | M    | Joao Rojas            | 16 de agosto de 1997 (19 anos)   |       |      | Emelec                  |
| 18  | D    | William Vargas        | 12 de janeiro de 1997 (20 anos)  |       |      | Boca Juniors            |
| 19  | A    | Jordy Caicedo         | 18 de novembro de 1997 (19 anos) |       |      | Universidad Católica    |
| 20  | M    | Jhegson Méndez        | 26 de abril de 1997 (19 anos)    |       |      | Independiente del Valle |
| 21  | D    | Luis Segovia          | 26 de outubro de 1997 (19 anos)  |       |      | El Nacional             |
| 22  | GR   | Gabriel Carabalí      | 12 de junho de 1997 (19 anos)    |       |      | Colo-Colo               |
| 23  | D    | Félix Torres          | 11 de janeiro de 1997 (20 anos)  |       |      | Barcelona               |
|     | A    | Jhon Pereira          | 3 de setembro de 1998 (18 anos)  |       |      | Aucas                   |
|     | D    | Byron Castillo        | 10 de novembro de 1998 (18 anos) |       |      | Barcelona               |

Os jogadores Jhon Pereira e Byron Castillo foram cortados da lista de convocação da Colômbia.

### Paraguai
Treinador:  Pedro Sarabia
| No. | Pos. | Jogador            | Idade                             | Jogos | Gols | Clube         |
| --- | ---- | ------------------ | --------------------------------- | ----- | ---- | ------------- |
| 1   | GR   | Óscar Benítez      | 10 de julho de 1998 (18 anos)     |       |      | Rubio Ñu      |
| 2   | D    | Rodi Ferreira      | 29 de maio de 1998 (18 anos)      |       |      | Olimpia       |
| 3   | D    | Marcelo Arce       | 24 de março de 1998 (18 anos)     |       |      | Olimpia       |
| 4   | D    | Blás Riveros       | 3 de fevereiro de 1998 (18 anos)  |       |      | Basel         |
| 5   | D    | Saúl Salcedo       | 29 de agosto de 1997 (19 anos)    |       |      | Olimpia       |
| 6   | M    | Cristian Paredes   | 18 de maio de 1998 (18 anos)      |       |      | América       |
| 7   | A    | Julio Villalba     | 11 de setembro de 1998 (18 anos)  |       |      | Cerro Porteño |
| 8   | M    | Jorge Morel        | 22 de janeiro de 1998 (18 anos)   |       |      | Guaraní       |
| 9   | A    | Pedro Báez         | 15 de janeiro de 1997 (20 anos)   |       |      | Cerro Porteño |
| 10  | A    | Josué Colmán       | 25 de julho de 1998 (18 anos)     |       |      | Cerro Porteño |
| 11  | M    | Jesús Medina       | 30 de abril de 1997 (19 anos)     |       |      | Libertad      |
| 12  | GR   | Fabio Morán        | 25 de janeiro de 1997 (19 anos)   |       |      | Cerro Porteño |
| 13  | D    | Richard Escobar    | 18 de janeiro de 1997 (19 anos)   |       |      | Guaraní       |
| 14  | D    | Ricardo Garay      | 7 de março de 1997 (19 anos)      |       |      | 3 de Febrero  |
| 15  | M    | Rodrigo Bogarín    | 24 de maio de 1997 (19 anos)      |       |      | Guaraní       |
| 16  | A    | Guillermo Paiva    | 19 de agosto de 1997 (19 anos)    |       |      | 3 de Febrero  |
| 17  | A    | Leandro Flecha     | 5 de março de 1997 (19 anos)      |       |      | Libertad      |
| 18  | M    | Mathías Villasanti | 24 de janeiro de 1997 (19 anos)   |       |      | Cerro Porteño |
| 19  | A    | Sebastián Ferreira | 13 de fevereiro de 1998 (18 anos) |       |      | Olimpia       |
| 20  | M    | Richard Prieto     | 25 de fevereiro de 1997 (19 anos) |       |      | General Díaz  |
| 21  | D    | Sergio Ávalos      | 25 de outubro de 1997 (19 anos)   |       |      | General Díaz  |
| 22  | GR   | Marino Arzamendia  | 19 de janeiro de 1998 (18 anos)   |       |      | Olimpia       |
| 23  | D    | Pablo Meza         | 29 de janeiro de 1997 (19 anos)   |       |      | General Díaz  |

## Grupo B

### Argentina
Treinador:  Claudio Úbeda
| No. | Pos. | Jogador            | Idade                             | Jogos | Gols | Clube               |
| --- | ---- | ------------------ | --------------------------------- | ----- | ---- | ------------------- |
| 1   | GR   | Ramiro Macagno     | 18 de março de 1997 (19 anos)     |       |      | Atlético de Rafaela |
| 2   | D    | Cristian Romero    | 27 de abril de 1998 (18 anos)     |       |      | Belgrano            |
| 3   | D    | Milton Valenzuela  | 13 de agosto de 1998 (18 anos)    |       |      | Newell's Old Boys   |
| 4   | D    | Nahuel Molina      | 2 de dezembro de 1997 (19 anos)   |       |      | Boca Juniors        |
| 5   | M    | Santiago Ascacíbar | 25 de fevereiro de 1997 (19 anos) |       |      | Estudiantes         |
| 6   | D    | Lisandro Martínez  | 18 de janeiro de 1998 (18 anos)   |       |      | Newell's Old Boys   |
| 7   | M    | Lucas Rodríguez    | 27 de abril de 1997 (19 anos)     |       |      | Estudiantes         |
| 8   | M    | Pedro Ojeda        | 5 de novembro de 1997 (19 anos)   |       |      | Rosario Central     |
| 9   | A    | Lautaro Martínez   | 22 de agosto de 1997 (19 anos)    |       |      | Racing              |
| 10  | M    | Ezequiel Barco     | 29 de março de 1999 (17 anos)     |       |      | Independiente       |
| 11  | A    | Braian Mansilla    | 16 de abril de 1997 (19 anos)     |       |      | Racing              |
| 12  | GR   | Facundo Cambeses   | 9 de abril de 1997 (19 anos)      |       |      | Banfield            |
| 13  | D    | Juan Foyth         | 12 de janeiro de 1998 (19 anos)   |       |      | Estudiantes         |
| 14  | D    | Nicolás Zalazar    | 29 de janeiro de 1997 (19 anos)   |       |      | San Lorenzo         |
| 15  | M    | Franco Moyano      | 13 de setembro de 1997 (19 anos)  |       |      | San Lorenzo         |
| 16  | M    | Julián Chicco      | 13 de janeiro de 1998 (19 anos)   |       |      | Boca Juniors        |
| 17  | D    | Kevin Mac Allister | 7 de novembro de 1997 (19 anos)   |       |      | Argentinos Juniors  |
| 18  | M    | Joaquín Pereyra    | 1 de dezembro de 1998 (18 anos)   |       |      | Rosario Central     |
| 19  | M    | Matías Zaracho     | 10 de março de 1998 (18 anos)     |       |      | Racing              |
| 20  | A    | Tomás Conechny     | 30 de março de 1998 (18 anos)     |       |      | San Lorenzo         |
| 21  | A    | Marcelo Torres     | 5 de outubro de 1998 (18 anos)    |       |      | Boca Juniors        |
| 22  | A    | Ramón Mierez       | 13 de maio de 1997 (19 anos)      |       |      | Tigre               |
| 23  | GR   | Franco Petroli     | 11 de junho de 1998 (18 anos)     |       |      | River Plate         |

### Bolívia
Técnico: Marco Sandy
| No. | Pos. | Jogador               | Idade                             | Jogos | Gols | Clube                |
| --- | ---- | --------------------- | --------------------------------- | ----- | ---- | -------------------- |
| 1   | GR   | Rubén Cordano         | 16 de outubro de 1998 (18 anos)   |       |      | Blooming             |
| 2   | D    | Juan Mercado          | 5 de janeiro de 1997 (20 anos)    |       |      | Guabirá              |
| 3   | M    | José María Carrasco   | 16 de agosto de 1997 (19 anos)    |       |      | Blooming             |
| 4   | D    | Sebastián Reyes       | 12 de março de 1997 (19 anos)     |       |      | Petrolero            |
| 5   | D    | Luis Haquím           | 15 de novembro de 1997 (19 anos)  |       |      | Oriente Petrolero    |
| 6   | D    | Brandon Torrico       | 30 de setembro de 1998 (18 anos)  |       |      | Elche Ilicitano      |
| 7   | A    | Junior Robledo        | 10 de julho de 1997 (19 anos)     |       |      | Blooming             |
| 8   | M    | Moisés Villarroel     | 27 de agosto de 1998 (18 anos)    |       |      | Bolívar              |
| 9   | A    | Ronaldo Monteiro      | 11 de janeiro de 1998 (19 anos)   |       |      | Bolívar              |
| 10  | M    | Ramiro Vaca           | 1 de julho de 2000 (16 anos)      |       |      | Quebracho            |
| 11  | A    | Bruno Miranda         | 10 de fevereiro de 1998 (18 anos) |       |      | Universidad de Chile |
| 12  | GR   | Leonardo Claros       | 4 de março de 1998 (18 anos)      |       |      | Bolívar              |
| 13  | M    | Carlos Ribera         | 6 de fevereiro de 1997 (19 anos)  |       |      | Guabirá              |
| 14  | M    | Carlos Daniel Roca    | 11 de maio de 1997 (19 anos)      |       |      | Mariscal Sucre       |
| 15  | A    | Cristhian Quintanilla | 24 de maio de 1997 (19 anos)      |       |      | Aurora               |
| 16  | D    | Henry Céspedes        | 27 de julho de 1998 (18 anos)     |       |      | Santa Cruz           |
| 17  | M    | Marcelo Velasco       | 5 de fevereiro de 1998 (18 anos)  |       |      | Blooming             |
| 18  | A    | Marcos de Lima        | 10 de junho de 1997 (19 anos)     |       |      | Blooming             |
| 19  | A    | Delfín Panique        | 17 de fevereiro de 1997 (19 anos) |       |      | Sport Boys           |
| 20  | M    | Limberg Gutiérrez     | 18 de junho de 1998 (18 anos)     |       |      | Nacional             |
| 21  | M    | Clovis Roca           | 21 de setembro de 1997 (19 anos)  |       |      | Blooming             |
| 22  | M    | Henry Vaca            | 27 de janeiro de 1998 (18 anos)   |       |      | O'Higgins            |
| 23  | GR   | Jesús Careaga         | 9 de maio de 1997 (19 anos)       |       |      | San José             |

### Peru
Técnico: Fernando Nogara
| No. | Pos. | Jogador             | Idade                             | Jogos | Gols | Clube                            |
| --- | ---- | ------------------- | --------------------------------- | ----- | ---- | -------------------------------- |
| 1   | GR   | Pedro Ynamine       | 14 de outubro de 1998 (18 anos)   |       |      | Universidad San Martín de Porres |
| 2   | D    | Ronaldo Andía       | 9 de julho de 1997 (19 anos)      |       |      | Sport Huancayo                   |
| 3   | D    | Gianfranco Chávez   | 10 de agosto de 1998 (18 anos)    |       |      | Sporting Cristal                 |
| 4   | D    | José Luján          | 12 de janeiro de 1997 (20 anos)   |       |      | Universidad San Martín de Porres |
| 5   | D    | Aldair Fuentes      | 25 de janeiro de 1998 (18 anos)   |       |      | Alianza Lima                     |
| 6   | M    | Cristian Sánchez    | 5 de abril de 1999 (17 anos)      |       |      | Sporting Cristal                 |
| 7   | M    | Gerald Távara       | 25 de março de 1999 (17 anos)     |       |      | Sporting Cristal                 |
| 8   | A    | Bryan Reyna         | 23 de agosto de 1998 (18 anos)    |       |      | Mallorca B                       |
| 9   | A    | Luis Iberico        | 6 de fevereiro de 1998 (18 anos)  |       |      | Universidad San Martín de Porres |
| 10  | M    | Raúl Tito           | 5 de setembro de 1997 (19 anos)   |       |      | Universitario                    |
| 11  | M    | Roberto Siucho      | 7 de fevereiro de 1997 (19 anos)  |       |      | Universitario                    |
| 12  | GR   | Ángel Zamudio       | 21 de abril de 1997 (19 anos)     |       |      | Unión Comercio                   |
| 13  | M    | Rudy Palomino       | 23 de julho de 1998 (18 anos)     |       |      | Cienciano                        |
| 14  | M    | Miguel Castro       | 16 de agosto de 1997 (19 anos)    |       |      | Juan Aurich                      |
| 15  | M    | Juan Huangal        | 29 de janeiro de 1997 (19 anos)   |       |      | Sporting Cristal                 |
| 16  | A    | Fernando Pacheco    | 26 de junho de 1999 (17 anos)     |       |      | Sporting Cristal                 |
| 17  | A    | Kevin Quevedo       | 22 de fevereiro de 1997 (19 anos) |       |      | Universitario                    |
| 18  | D    | Mark Estrella       | 1 de novembro de 1998 (18 anos)   |       |      | Universidad San Martín de Porres |
| 19  | A    | Adrián Ugarriza     | 1 de janeiro de 1997 (20 anos)    |       |      | Universitario                    |
| 20  | M    | José Aldair Cotrina | 8 de agosto de 1997 (19 anos)     |       |      | Alianza Lima                     |
| 21  | GR   | Carlos Gómez        | 30 de novembro de 1996 (20 anos)  |       |      | Alianza Lima                     |
| 22  | A    | Rely Fernández      | 2 de novembro de 1997 (19 anos)   |       |      | Carlos A. Mannucci               |
| 23  | D    | Marcos López        | 2 de novembro de 1999 (17 anos)   |       |      | Universidad San Martín de Porres |

### Uruguai
Treinador:  Fabián Coito
| No. | Pos. | Jogador               | Idade                            | Jogos | Gols | Clube                |
| --- | ---- | --------------------- | -------------------------------- | ----- | ---- | -------------------- |
| 1   | GR   | Santiago Mele         | 6 de setembro de 1997 (19 anos)  | 7     | 0    | Fénix                |
| 2   | D    | Santiago Bueno        | 9 de novembro de 1998 (18 anos)  | 14    | 1    | Peñarol              |
| 3   | D    | Nicolás Rodríguez     | 20 de agosto de 1998 (18 anos)   | 13    | 0    | Nacional             |
| 4   | D    | José Luis Rodríguez   | 14 de março de 1997 (19 anos)    | 10    | 1    | Danubio              |
| 5   | D    | Mathías Olivera       | 31 de outubro de 1997 (19 anos)  | 9     | 1    | Nacional             |
| 6   | M    | Marcelo Saracchi      | 23 de abril de 1998 (18 anos)    | 10    | 0    | Danubio              |
| 7   | A    | Joaquín Ardáiz        | 11 de janeiro de 1999 (18 anos)  | 6     | 2    | Danubio              |
| 8   | M    | Carlos Benavídez      | 30 de março de 1998 (18 anos)    | 12    | 4    | Defensor Sporting    |
| 9   | A    | Nicolás Schiappacasse | 12 de janeiro de 1999 (18 anos)  | 12    | 9    | Atlético de Madrid   |
| 10  | A    | Rodrigo Amaral        | 25 de março de 1997 (19 anos)    | 38    | 11   | Nacional             |
| 11  | M    | Nicolás De La Cruz    | 1 de junho de 1997 (19 anos)     | 6     | 0    | Liverpool            |
| 12  | GR   | Juan Tinaglini        | 9 de novembro de 1998 (18 anos)  | 6     | 0    | River Plate          |
| 13  | D    | Emanuel Gularte       | 30 de setembro de 1997 (19 anos) | 4     | 0    | Montevideo Wanderers |
| 14  | M    | Nicolás Fernández     | 2 de março de 1998 (18 anos)     | 13    | 0    | Fénix                |
| 15  | M    | Facundo Waller        | 9 de abril de 1997 (19 anos)     | 14    | 1    | Plaza Colonia        |
| 16  | A    | Diego Rossi           | 5 de março de 1998 (18 anos)     | 15    | 3    | Peñarol              |
| 17  | D    | Matías Viña           | 9 de novembro de 1997 (19 anos)  | 14    | 3    | Nacional             |
| 18  | D    | Agustín Rogel         | 17 de outubro de 1997 (19 anos)  | 1     | 0    | Nacional             |
| 19  | A    | Agustín Canobbio      | 1 de outubro de 1998 (18 anos)   | 1     | 0    | Fénix                |
| 20  | M    | Rodrigo Bentancur     | 5 de junho de 1997 (19 anos)     | 0     | 0    | Boca Juniors         |
| 21  | M    | Santiago Viera        | 4 de junho de 1998 (18 anos)     | 6     | 0    | Liverpool            |
| 22  | D    | Agustín Sant'Anna     | 27 de setembro de 1997 (19 anos) | 12    | 0    | Cerro                |
| 23  | GR   | Adriano Freitas       | 17 de junho de 1997 (19 anos)    | 7     | 0    | Peñarol              |

### Venezuela
Técnico: Rafael Dudamel
| No. | Pos. | Jogador            | Idade                             | Jogos | Gols | Clube                  |
| --- | ---- | ------------------ | --------------------------------- | ----- | ---- | ---------------------- |
| 1   | GR   | Wuilker Faríñez    | 15 de fevereiro de 1998 (18 anos) |       |      | Caracas                |
| 2   | D    | Williams Velásquez | 4 de abril de 1997 (19 anos)      |       |      | Estudiantes de Caracas |
| 3   | D    | Eduin Quero        | 22 de abril de 1997 (19 anos)     |       |      | Deportivo Táchira      |
| 4   | D    | Nahuel Ferraresi   | 19 de novembro de 1998 (18 anos)  |       |      | Nueva Chicago          |
| 5   | D    | Sandro Notaroberto | 10 de março de 1998 (18 anos)     |       |      | Zulia                  |
| 6   | D    | Ronald Hernández   | 21 de setembro de 1997 (19 anos)  |       |      | Zamora                 |
| 7   | A    | José Balza         | 10 de dezembro de 1997 (19 anos)  |       |      | Carabobo               |
| 8   | M    | Yangel Herrera     | 7 de janeiro de 1998 (19 anos)    |       |      | Atlético Venezuela     |
| 9   | A    | Ronaldo Peña       | 10 de março de 1997 (19 anos)     |       |      | Las Palmas             |
| 10  | M    | Yeferson Soteldo   | 30 de junho de 1997 (19 anos)     |       |      | Huachipato             |
| 11  | A    | Ronaldo Chacón     | 18 de fevereiro de 1998 (18 anos) |       |      | Caracas                |
| 12  | GR   | Joel Graterol      | 15 de maio de 1997 (19 anos)      |       |      | Carabobo               |
| 13  | D    | José Hernández     | 26 de junho de 1997 (19 anos)     |       |      | Caracas                |
| 14  | M    | Christian Rivas    | 20 de janeiro de 1997 (19 anos)   |       |      | Estudiantes de Mérida  |
| 15  | M    | Daniel Saggiomo    | 2 de julho de 1998 (18 anos)      |       |      | Caracas                |
| 16  | M    | Ronaldo Lucena     | 27 de fevereiro de 1997 (19 anos) |       |      | Zamora                 |
| 17  | D    | Josua Mejías       | 9 de junho de 1997 (19 anos)      |       |      | Carabobo               |
| 18  | M    | Luis Ruiz          | 3 de agosto de 1997 (19 anos)     |       |      | Zulia                  |
| 19  | A    | Antonio Romero     | 16 de janeiro de 1997 (20 anos)   |       |      | Deportivo Lara         |
| 20  | M    | Heber García       | 27 de março de 1997 (19 anos)     |       |      | Deportivo La Guaira    |
| 21  | D    | Juan García        | 11 de outubro de 1998 (18 anos)   |       |      | Aragua                 |
| 22  | GR   | Rafael Sánchez     | 1 de fevereiro de 1998 (18 anos)  |       |      | Deportivo Táchira      |
| 23  | M    | Sergio Córdova     | 9 de agosto de 1997 (19 anos)     |       |      | Caracas                |